# Echinorhyncha ecuadorensis
Echinorhyncha ecuadorensis är en orkidéart som först beskrevs av Dodson, och fick sitt nu gällande namn av Robert Louis Dressler. Echinorhyncha ecuadorensis ingår i släktet Echinorhyncha och familjen orkidéer. Inga underarter finns listade i Catalogue of Life.